# Nicol David

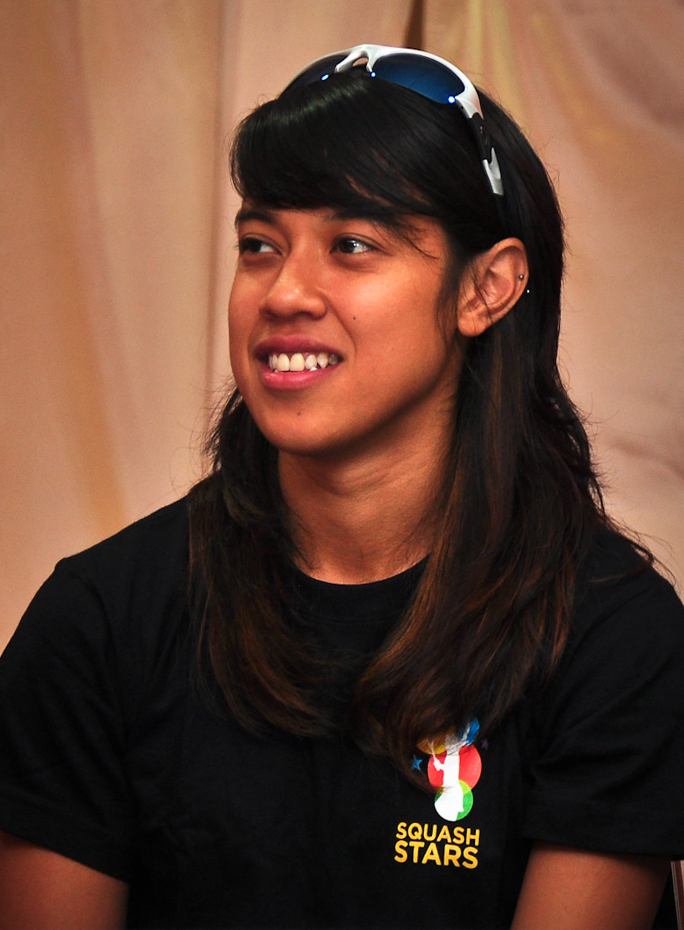
Nicol David

Nicol Ann David, född 26 augusti 1983 i Pinang i Malaysia, är en squashspelare. Från och med augusti 2006 var David rankad etta i världen 108 månader i rad, hon tappade i rankningen till nummer 2 först i juli 2015. 